# Милутин Шошкич
Милутин Шошкич (серб. Milutin Šoškić / Милутин Шошкић, 31 грудня 1937 — 27 серпня 2022) — югославський футболіст, воротар, чемпіон  Олімпійських ігор 1960 року, срібний призер чемпіонату Європи 1960 року , півфіналіст чемпіонату світу 1962 року, фіналіст  Кубка чемпіонів 1966 року.

## Клубна кар’єра
Шошкич – вихованець футбольної школи «Црвени Звезди», втім у 17 років опинився в таборі запеклого ворогу клуба - «Партизані». В складі «Партизану» Мілутін 4 рази вигравав  чемпіонат Югославії. А найбільшим досягненням клубу в цей час став вихід в фінал  Кубка чемпіонів 1966 року, де команда поступилась мадридському «Реалу» – 1:2.
В 1966 році Шошкич перейшов в німецький «Кельн» і виступав в команді до 1971 року. В 1968 році виграв Кубок Німеччини.

## Кар’єра в збірній
В складі  національної збірної Югославії Шошкіч почав грати в 1959 році. Мілутін достойно змінив на посту №1  Владимира Беару – зірку збірної 50-х років.
В 1960 році Шошкіч зіграв у складі збірної відразу на двох значних турнірах. Спочатку виступив на Кубку Європи, де його команда стала другою. Наприкінці літа футболіст зіграв також на  Олімпійських іграх у Римі, де Югославія нарешті виграла «золото» (до того команда три Олімпіади поспіль була другою).
Ще одного успіху в збірній Мілутін Шошкіч досягнув на чемпіонаті світу 1962 року. Югославія стала четвертою у світі, не в останню чергу завдяки вдалій грі свого воротаря.
Після переїзду в Німеччину Шошкич перестав викликатися у збірну. Загалом відіграв за команду 50 матчів.

## Тренерська кар'єра
Після завершення ігрової кар’єри Милутин Шошкич працював тренером в ОФК, помічником тренера в "Партизані". З 1993 по 2002 рік був тренером воротарів  збірної США.

## Досягнення
- Чемпіон Югославії: 1960-61, 1961-62, 1962-63, 1964-65
- Володар Кубка Югославії: 1956-57
- Володар Кубка ФРН: 1968
- фіналіст Кубка європейських чемпіонів: 1966
- Олімпійський чемпіон: 1960
- Віце-чемпіон Європи: 1960
- Півфіналіст чемпіонату світу 1962